# Cúp Nhà vua Fahd 1995
Cúp Nhà vua Fahd 1995 (tiếng Ả Rập: 1995 كأس الملك فهد) là giải đấu lần thứ 2 và là lần cuối cùng mang tên này trước khi FIFA đổi tên giải này thành Cúp Liên đoàn các châu lục. Giải đấu lần thứ 2 được diễn ra ở Ả Rập Xê Út vào tháng 1 năm 1995, và đội vô địch là Đan Mạch sau khi vượt qua đương kim vô địch Argentina 2–0 ở trận chung kết.

## Các đội giành quyền tham dự

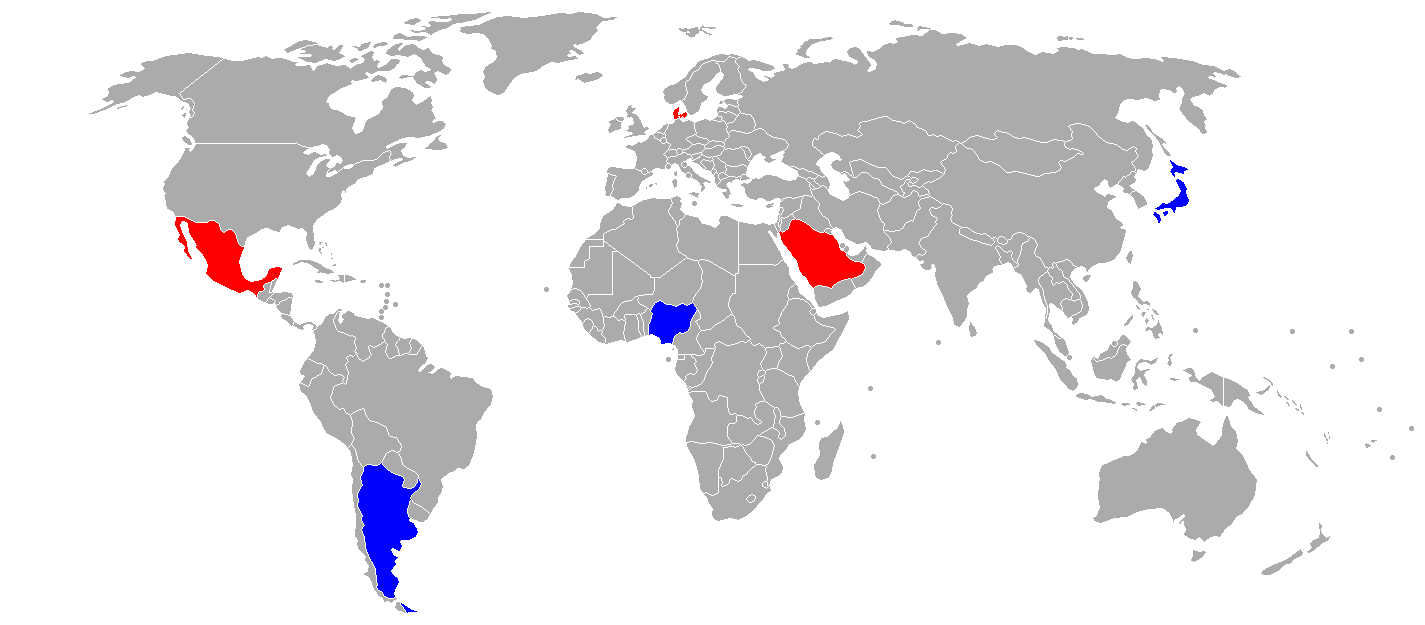
Các đội giành quyền tham dự Cúp Nhà vua Fahd 1995

| Đội         | Liên đoàn | Tư cách tham dự                   | Ngày giành quyền tham dự | Lần tham dự |
| ----------- | --------- | --------------------------------- | ------------------------ | ----------- |
| Ả Rập Xê Út | AFC       | Chủ nhà                           | 6 tháng 1 năm 1995       | Thứ 2       |
| Đan Mạch    | UEFA      | Vô địch UEFA Euro 1992            | 26 tháng 6 năm 1992      | Thứ 1       |
| Nhật Bản    | AFC       | Vô địch Cúp bóng đá châu Á 1992   | 8 tháng 11 năm 1992      | Thứ 1       |
| Argentina   | CONMEBOL  | Vô địch Cúp bóng đá Nam Mỹ 1993   | 4 tháng 7 năm 1993       | Thứ 2       |
| México      | CONCACAF  | Vô địch Cúp Vàng CONCACAF 1993    | 25 tháng 7 năm 1993      | Thứ 1       |
| Nigeria     | CAF       | Vô địch Cúp bóng đá châu Phi 1994 | 10 tháng 4 năm 1994      | Thứ 1       |

## Địa điểm
Tất cả các trận đấu diễn ra ở Sân vận động Nhà vua Fahd II ở Riyadh, Ả Rập Xê Út.

## Danh sách trọng tài
| CAF - Lim Kee Chong AFC - Ali Bujsaim UEFA - Ion Craciunescu | CONCACAF - Rodrigo Badilla CONMEBOL - Salvador Imperatore Marcone |

## Vòng bảng

### Bảng A
| Đội         | Tr | T | H | B | BT | BB | HS | Đ |
| ----------- | -- | - | - | - | -- | -- | -- | - |
| Đan Mạch    | 2  | 1 | 1 | 0 | 3  | 1  | +2 | 4 |
| México      | 2  | 1 | 1 | 0 | 3  | 1  | +2 | 4 |
| Ả Rập Xê Út | 2  | 0 | 0 | 2 | 0  | 4  | −4 | 0 |

| Ả Rập Xê Út | 0–2      | México             |
| ----------- | -------- | ------------------ |
|             | Chi tiết | L. García 65', 82' |

| Ả Rập Xê Út | 0–2      | Đan Mạch                       |
| ----------- | -------- | ------------------------------ |
|             | Chi tiết | B. Laudrup 43' · Wieghorst 90' |

| México                                 | 1–1 (s.h.p.) | Đan Mạch                                   |
| -------------------------------------- | ------------ | ------------------------------------------ |
| L. García 25'                          | Chi tiết     | P. Rasmussen 48'                           |
| Loạt sút luân lưu                      |              |                                            |
| Suárez · Bernal · Del Olmo · L. García | 2–4          | Schjønberg · M. Laudrup · J. Høgh · Rieper |

### Bảng B
| Đội       | Tr | T | H | B | BT | BB | HS | Đ |
| --------- | -- | - | - | - | -- | -- | -- | - |
| Argentina | 2  | 1 | 1 | 0 | 5  | 1  | +4 | 4 |
| Nigeria   | 2  | 1 | 1 | 0 | 3  | 0  | +3 | 4 |
| Nhật Bản  | 2  | 0 | 0 | 2 | 1  | 8  | −7 | 0 |

| Nhật Bản | 0–3      | Nigeria                                 |
| -------- | -------- | --------------------------------------- |
|          | Chi tiết | Amunike 4' · Adepoju 55' · Amokachi 65' |

| Nhật Bản  | 1–5      | Argentina                                                          |
| --------- | -------- | ------------------------------------------------------------------ |
| Miura 57' | Chi tiết | Rambert 31' · Ortega 45' · Batistuta 47', 86' (ph.đ.) · Chamot 54' |

| Nigeria | 0–0      | Argentina |
| ------- | -------- | --------- |
|         | Chi tiết |           |

## Tranh hạng ba
| México                                                  | 1–1 (s.h.p.) | Nigeria                                       |
| ------------------------------------------------------- | ------------ | --------------------------------------------- |
| Ramírez 20'                                             | Chi tiết     | Amokachi 31'                                  |
| Loạt sút luân lưu                                       |              |                                               |
| García Aspe · L. García · Galindo · Hermosillo · Suárez | 5–4          | Okocha · Adepoju · Eguavoen · Iroha · Amunike |

## Chung kết
| Đan Mạch                         | 2–0      | Argentina |
| -------------------------------- | -------- | --------- |
| M. Laudrup 8' · P. Rasmussen 75' | Chi tiết |           |

## Danh sách cầu thủ ghi bàn
| 3 bàn - Luis García 2 bàn - Gabriel Batistuta - Peter Rasmussen - Daniel Amokachi | 1 bàn - José Chamot - Ariel Ortega - Sebastián Rambert - Brian Laudrup - Michael Laudrup | - Morten Wieghorst - Miura Kazuyoshi - Ramón Ramírez - Mutiu Adepoju - Emmanuel Amuneke |